# Ariane d'Edward
Saucerottia edward
Espèce
Statut de conservation UICN

 LC  : Préoccupation mineure
Statut CITES

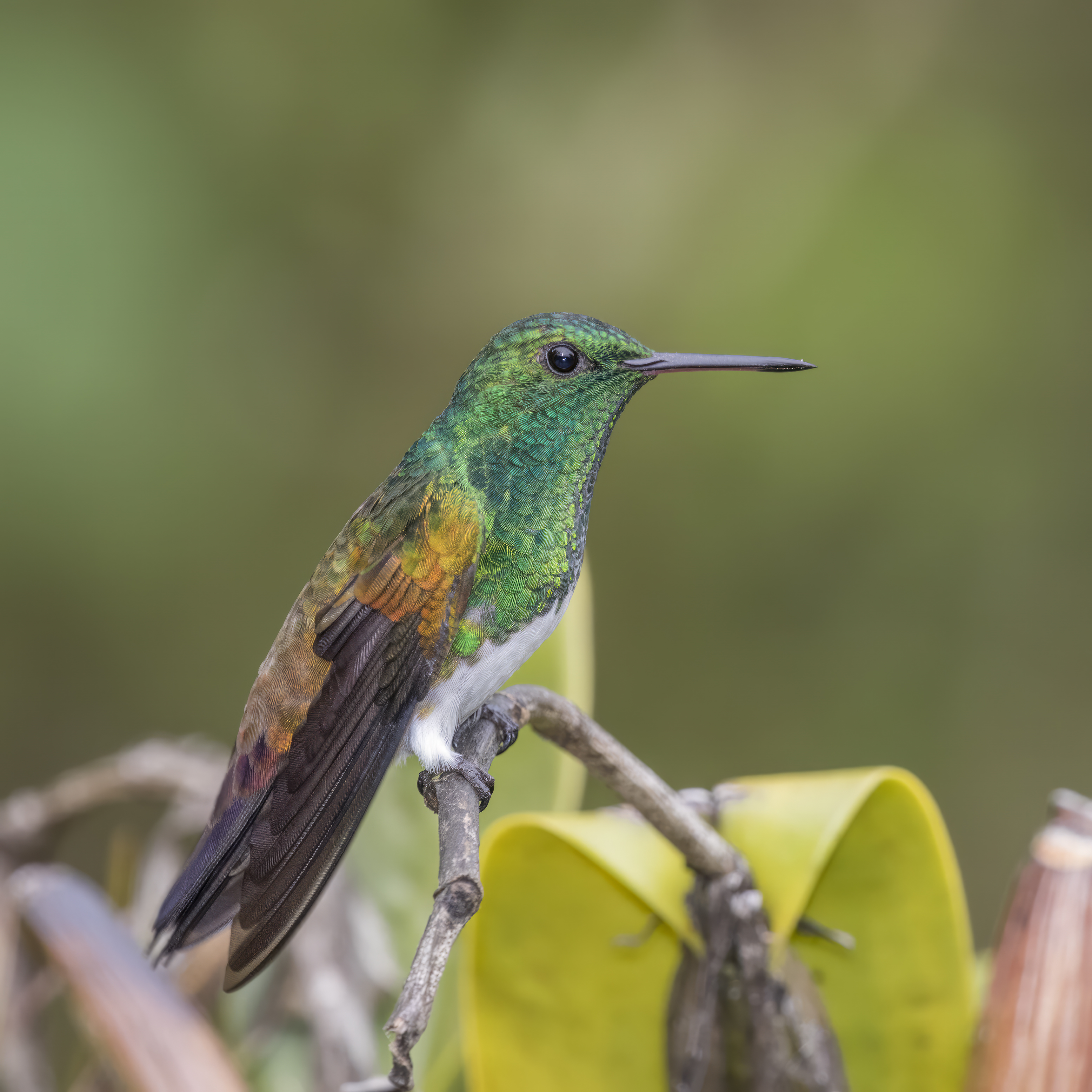
Un ariane d'Edward, dans la forêt de nuage du mont Totumas à Panama. Mai 2019.

L'Ariane d'Edward (Saucerottia edward) est une espèce de colibris.

## Répartition
Cet oiseau est présent au Costa Rica et au Panama.

## Habitats
Ses habitats sont les forêts tropicales et subtropicales humides de basses altitudes, les forêts sèches, la végétation des marais à mangroves, les savanes sèches et la végétation de broussailles humides mais aussi les anciennes forêts lourdement dégradées, les champs, les pâturages, les jardins ruraux et même la ville.

Carte de répartition de l'espèce

## Sous-espèces
D'après Alan P. Peterson, quatre sous-espèces ont été décrites :
- S. edward collata Wetmore, 1952 ;
- S. edward edward (Delattre & Bourcier, 1846) ;
- S. edward margaritarum (Griscom, 1927) ;
- S. edward niveoventer (Gould, 1851).